# Cinzia Mascoli
Cinzia Mascoli (Roma, 15 settembre 1960) è un'attrice italiana.

## Biografia
Ha iniziato a recitare in teatro giovanissima, interpretando numerosi personaggi della drammaturgia classica e moderna. Nel 1995 è stata co-protagonista del film Viaggi di nozze di Carlo Verdone, dove ha interpretato Valeriana, la moglie di uno dei tre personaggi impersonati dallo stesso Verdone.
Nel 1997 ha recitato in Il testimone dello sposo e nel 1999 in La via degli angeli, film entrambi diretti da Pupi Avati. Negli anni duemila ha lavorato per varie serie televisive come Una famiglia in giallo (2005), Fratelli detective (2008) e All Stars (2010). Tra i suoi film degli anni duemila, si ricordano soprattutto Ma che ci faccio qui! (2006) nella parte della madre di Alessio e in Che bella giornata (2011) nella parte della moglie del colonnello Mazzini.

## Filmografia

### Cinema
- Colpo di luna, regia di Alberto Simone (1995)
- Viaggi di nozze, regia di Carlo Verdone (1995)
- Il testimone dello sposo, regia di Pupi Avati (1997)
- Simpatici & antipatici, regia di Christian De Sica (1998)
- La via degli angeli, regia di Pupi Avati (1999)
- Il cielo in una stanza, regia di Carlo Vanzina (1999)
- Blek Giek, regia di Enrico Caria (2001)
- Quasi quasi, regia di Gianluca Fumagalli (2002)
- Bell'amico, regia di Luca D'Ascanio (2002)
- Ma che ci faccio qui!, regia di Francesco Amato (2006)
- Il peso dell'aria, regia di Stefano Calvagna (2008)
- Che bella giornata, regia di Gennaro Nunziante (2011)
- 10 regole per fare innamorare, regia di Cristiano Bortone (2012)
- Classe Z, regia di Guido Chiesa (2017)

### Televisione
- Linda e il brigadiere – serie TV, episodio 1x01 (1997)
- Una storia qualunque, regia Alberto Simone – miniserie TV (2000)
- Don Matteo 2 – serie TV (2001)
- Il gruppo, regia di Anna Di Francisca – film TV (2001)
- La notte di Pasquino-Film TV, regia di Luigi Magni (2003)
- Una famiglia in giallo – serie TV (2005)
- R.I.S. - Delitti imperfetti – serie TV, episodio 1x09 (2005)
- Fratelli detective – serie TV (2008)
- All Stars – serie TV (2010)
- Due imbroglioni e... mezzo!, regia di Franco Amurri – miniserie TV (2010)
- Area Paradiso, regia di Diego Abatantuono e Armando Trivellini – film TV (2012)
- Natale a 4 zampe, regia di Paolo Costella – film TV (2012)